# Batterejaure
Batterejaure är en sjö i Strömsunds kommun i Jämtland och ingår i Ångermanälvens huvudavrinningsområde. Sjön har en area på 0,328 kvadratkilometer och ligger 706,9 meter över havet. Sjön avvattnas av vattendraget Batterjukke.

## Delavrinningsområde
Batterejaure ingår i det delavrinningsområde (718008-145816) som SMHI kallar för Utloppet av Batterejaure. Medelhöjden är 788 meter över havet och ytan är 5,56 kvadratkilometer. Det finns ett avrinningsområde uppströms, och räknas det in blir den ackumulerade arean 18,02 kvadratkilometer. Batterjukke som avvattnar avrinningsområdet har biflödesordning 4, vilket innebär att vattnet flödar genom totalt 4 vattendrag innan det når havet efter 306 kilometer. Avrinningsområdet består mestadels av skog (64 procent) och kalfjäll (30 procent). Avrinningsområdet har 0,33 kvadratkilometer vattenytor vilket ger det en sjöprocent på 5,9 procent.